# Hallwang
Hallwang est une commune autrichienne du district de Salzbourg-Umgebung dans l'État de Salzbourg.

## Géographie

### quartiers
La commune comprend les localités suivantes :
- Berg
- Esch
- Hallwang
- Zilling

## Histoire

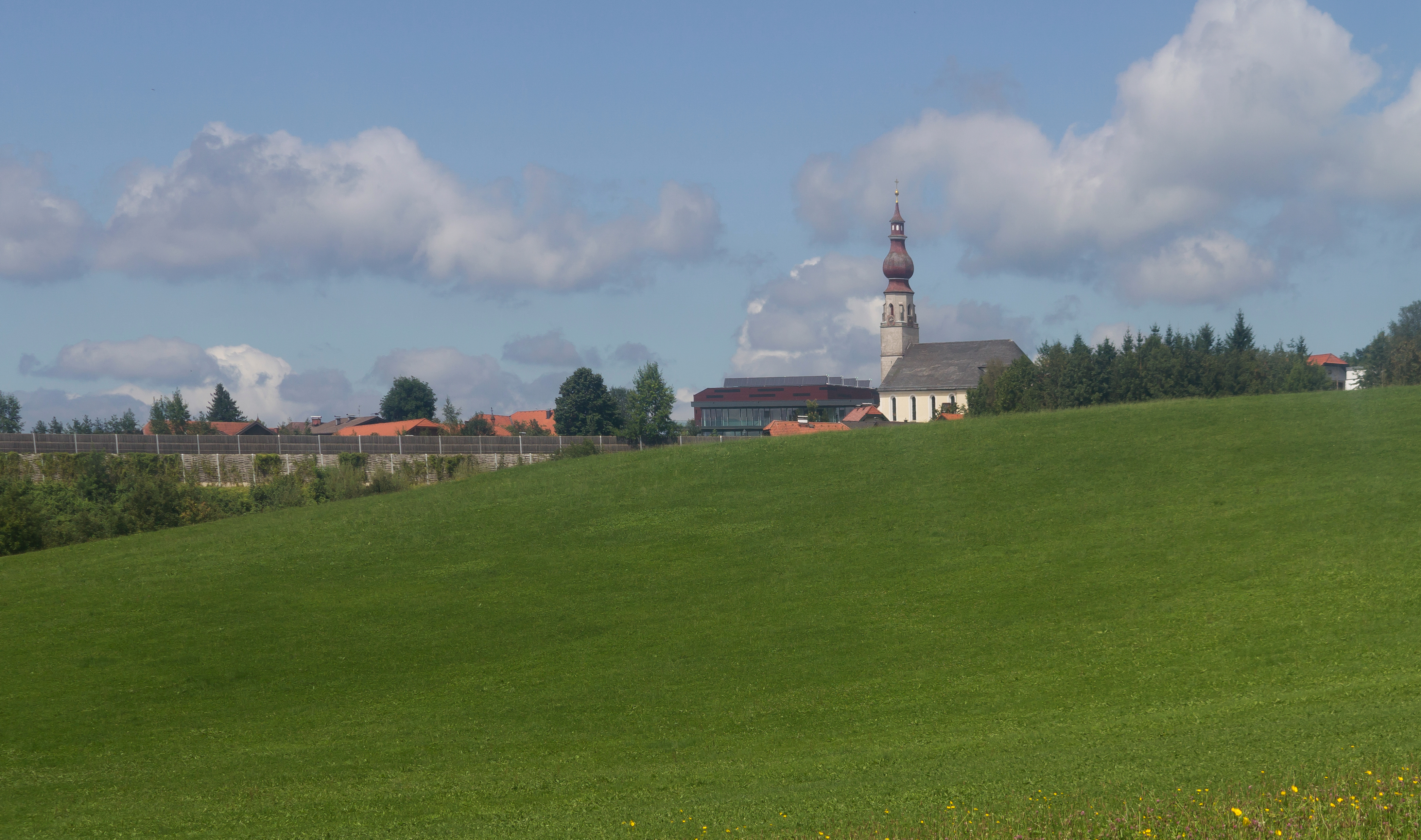
Hallwang bei Salzburg, l'église catholique: Pfarrkirche Sankt Martin dans le village